# Paris Berelc
Paris Berelc (Milwaukee, Wisconsin; 29 de diciembre de 1998) es una actriz y modelo estadounidense. Es conocida por su papel de Skylar Storm en las series originales de Disney XD Mighty Med (2013-2015) y Lab Rats: Elite Force (2016), y por sus papeles en la serie y películas originales de Netflix Alexa & Katie (2018-2020), Tall Girl (2019), Hubie Halloween (2020) y Do Revenge (2022)

## Primeros años y carrera
Paris Berelc nació el 29 de diciembre de 1998 en Milwaukee, Wisconsin, y es de ascendencia franco-canadiense, europea y asiática (filipina). Es la mayor de cuatro hermanas: Bendiga, Joelie y Skye. Se inició en la danza a la edad de cuatro años y luego compitió en la gimnasia entre los seis y los catorce años de edad, y era un nivel de 10 gimnasta. Fue descubierta por Ford Models a la edad de nueve años y apareció en anuncios de Kohl's, Boston Store, Sears y K-mart. Apareció en la portada de la revista American Girl para su edición de noviembre / diciembre de 2009. En 2010, a la edad de doce años, Berelc tomó sus primeras clases de actuación en el Acting Studio Chicago. Dos años después, los padres de Berelc decidieron llevarla a Los Ángeles para intentar actuar profesionalmente. Comenzó su carrera como actriz profesional en 2013, a la edad de catorce años.
A partir de 2013, Berelc interpretó a Skylar Storm en la comedia de acción de Disney XD Mighty Med. En 2015, Berelc interpretó a Molly en la película original de Disney Channel, Invisible Sister, que se estrenó en octubre. El mismo año, Mighty Med terminó su carrera, pero Berelc continuó interpretando a Skylar Storm en su serie derivada Lab Rats: Elite Force, que se estrenó el 2 de marzo de 2016.
En abril de 2017, Berelc fue elegida para el papel coprotagonista de Alexa en Alexa & Katie, una comedia multicámara de Netflix, que se estrenó el 23 de marzo de 2018. En el 2019, protagonizó la película original de Netflix Tall Girl como Liz. En 2020, apareció como Megan en la película original de Netflix Hubie Halloween.

## Filmografía

### Cine
| Año  | Título                 | Papel          | Notas                   |
| ---- | ---------------------- | -------------- | ----------------------- |
| 2014 | Work That              | Capitán Berelc | Cortometrajes           |
| 2014 | Nod Your Head          | Capitán Berelc | Cortometrajes           |
| 2015 | Night You Won't Forget | Capitán Berelc | Cortometrajes           |
| 2015 | California Party Life  | Capitán Berelc | Cortometrajes           |
| 2018 | #SquadGoals            | Brittany Gomez | a.k.a. Deadly Scholars  |
| 2019 | Confessional           | June           |                         |
| 2019 | Lines of Descent       | Carla          | Cortometraje            |
| 2019 | Tall Girl              | Liz            | Transmisión de película |
| 2020 | Hubie Halloween        | Megan          | Transmisión de película |
| 2022 | My Life Stopped at 15  | Lexe           | Cortometraje            |
| 2022 | 1Up                    | Vivian         | Transmisión de película |
| 2022 | Do Revenge             | Meghan Perez   | Transmisión de película |
| 2023 | Pretty Stoned          | Darcy          | Transmisión de película |

### Televisión
| Año       | Título                         | Papel                                 | Notas                                                                  |
| --------- | ------------------------------ | ------------------------------------- | ---------------------------------------------------------------------- |
| 2012      | Heather Corner                 | Rebecca                               |                                                                        |
| 2013-2015 | Mighty Med                     | Skylar Storm                          | Elenco principal                                                       |
| 2013      | On the Spot Interviews         | Ella misma                            | Episodio: «Paris Berelc Interview: Erika Tascon's 13th Birthday PArty» |
| 2014      | Just Kidding                   | Ella misma                            | 2 episodios                                                            |
| 2015      | Invisible Sister               | Molly                                 | Película original de Disney Channel                                    |
| 2016      | Lab Rats: Elite Force          | Skylar Storm                          | Elenco principal                                                       |
| 2016      | WTH: Welcome to Howler         | Sofia                                 | Personaje recurrente                                                   |
| 2018-2020 | Alexa & Katie                  | Alexa Mendoza                         | Protagonista                                                           |
| 2019      | Sugar Rush                     | Ella misma/Jueza invitada             | Episodio: «Science of Sweets»                                          |
| 2020      | Group Chat with Jayden & Brent | Ella misma                            | Episodio: «Halloween – Sliming For Apples»                             |
| 2021      | The Crew                       | Jessica De La Cruz                    | Personaje recurrente                                                   |
| 2021      | Robot Chicken                  | Black Widow / Monopoly Daughter (voz) | Episodio: «May Cause Light Cannibalism»                                |
| 2023      | Hit the Brake                  | Ella misma                            | Invitada; serie de podcast                                             |